# Лопатин (Ніжинський район)
Лопатин — селище в Україні, у Батуринській територіальній громаді Ніжинського району Чернігівської області.

## Історія
Лопатин згадується у «Списку наявних у Малоросійській губернії селищ 1799—1801 років». Тоді тут проживали 35 осіб.
З 1917 — у складі УНР, з 1919 під радянською владою. Селище постраждало від Голодомору 1932—1933 року, загинули десятки осіб, офіційно зафіксовані імена 4 жертв.
12 червня 2020 року, відповідно до розпорядження Кабінету Міністрів України № 730-р «Про визначення адміністративних центрів та затвердження територій територіальних громад Чернігівської області», увійшло до складу Батуринської міської громади.
19 липня 2020 року, в результаті адміністративно-територіальної реформи та ліквідації Бахмацького району, селище увійшло до складу Ніжинського району Чернігівської області.

## Також
- Перелік населених пунктів, що постраждали від Голодомору 1932—1933 (Чернігівська область)